# Мілан Сайма
Хокейний клуб «Мілан Сайма» (італ. Hockey Club Milano Saima) — хокейний клуб з міста Мілан, Італія. Заснований у 1985 році, більш відомий за іменем  спонсора — Saima.

## Історія
Заснований колишнім воротарем Гвідо Редаеллі  за допомогою генерального директора групи «Міланезі Кабассі» Массімо Моретті на попелищі хокейного клубу Мілан.
Метою компанії було вивести команду з Мілану у вищий дивізіон після багатьох років, проведених в серії C. У сезоні 1985/86 років команда виступає в Серії В. У 1987 році в фінальному матчі поступилась 4:5 ХК «Фіємме». У наступному сезоні Мілан у регулярному чемпіонаті здобуває 17 перемог у вісімнадцяти матчах. На другому етапі чемпіонату перша шістка команд розігрує путівку до Серії А. В матчі проти команди з Ортізеї «Мілан Сайма» здобуває перемогу 3:1 і кваліфікується до Серії А.
З цієї нагоди команда посилюється такими гравцями, як Бруно Кампезе, Мауріціо Катеначчі, Даніель Фаскінато, Анджело Маджіо, Вільям Стюард та інші. Команда постійно була лідером чемпіонату і зрештою поступається скудетто команді з Варезе. В сезоні 1990-91 років команда здобуває скудетто, обігравши команду з Больцано. З 1991 року чемпіонат знову отримує міланське дербі як і в 30-і роки, до клубу «Мілан Сайма» додається команда Сільвіо Берлусконі ХК «Девілс ‎Мілан». В фінальній серії останні перемогли 3:1 і стали чемпіонами Італії. В кінці сезону 1992-93 років в команді змінився спонсор, ще протягом двох років «Мілан Сайма» займає відповідно 5 та 4 місця, а сезон 1995 року стає останнім для клубу в Серії А.